# Tiếng Erzya
Tiếng Erzya (tiếng Erzya: эрзянь кель, đã Latinh hoá: erzänj kelj, /ˈerzʲanʲ ˈkʲelʲ/) là một ngôn ngữ Ural với chừng 37.000 người nói ở mạn bắc, đông, và tây bắc Cộng hòa Mordovia cũng như những vùng lân cận thuộc Nizhny Novgorod, Chuvashia, Penza, Samara, Saratov, Orenburg, Ulyanovsk, Tatarstan và Bashkortostan của Liên bang Nga. Những cộng đồng kiều dân nhỏ cũng có mặt ở Armenia, Estonia, Kazakhstan. Tiếng Erzya được viết bằng bảng chữ cái Kirin. Tại Mordovia, tiếng Erzya là ngôn ngữ đồng chính thức với tiếng Moksha và tiếng Nga.
Đây là thứ tiếng nằm trong ngữ chi Mordvin của ngữ hệ Ural. Tiếng Erzya có quan hệ gần với tiếng Moksha, nhưng vẫn có đặc điểm âm vị, hình thái và khối từ vựng riêng.

## Ngữ âm

### Phụ âm
|          |           | Môi | Chân răng | Chân răng | Sau chân răng | Vòm | Ngạc mềm |
| thường   | vòm hóa   | Môi |           |           | Sau chân răng | Vòm | Ngạc mềm |
| -------- | --------- | --- | --------- | --------- | ------------- | --- | -------- |
| Mũi      | Mũi       | m   | n         | nʲ        |               |     | ŋ        |
| Tắc      | vô thanh  | p   | t         | tʲ        |               |     | k        |
| Tắc      | hữu thanh | b   | d         | dʲ        |               |     | ɡ        |
| Tắc xát  | vô thanh  |     | t͡s        | t͡sʲ       | t͡ʃ            |     |          |
| Xát      | vô thanh  | f   | s         | sʲ        | ʃ             |     | x        |
| Xát      | hữu thanh | v   | z         | zʲ        | ʒ             |     |          |
| Rung     | Rung      |     | r         | rʲ        |               |     |          |
| Tiếp cận | Tiếp cận  |     | l         | lʲ        |               | j   |          |